# Шамдор
Шамдо́р (фр. Champdor) — колишній муніципалітет у Франції, у регіоні Овернь-Рона-Альпи, департамент Ен. Населення — 465 осіб (2011).
Муніципалітет був розташований на відстані близько 400 км на південний схід від Парижа, 70 км на північний схід від Ліона, 36 км на південний схід від Бург-ан-Бресса.

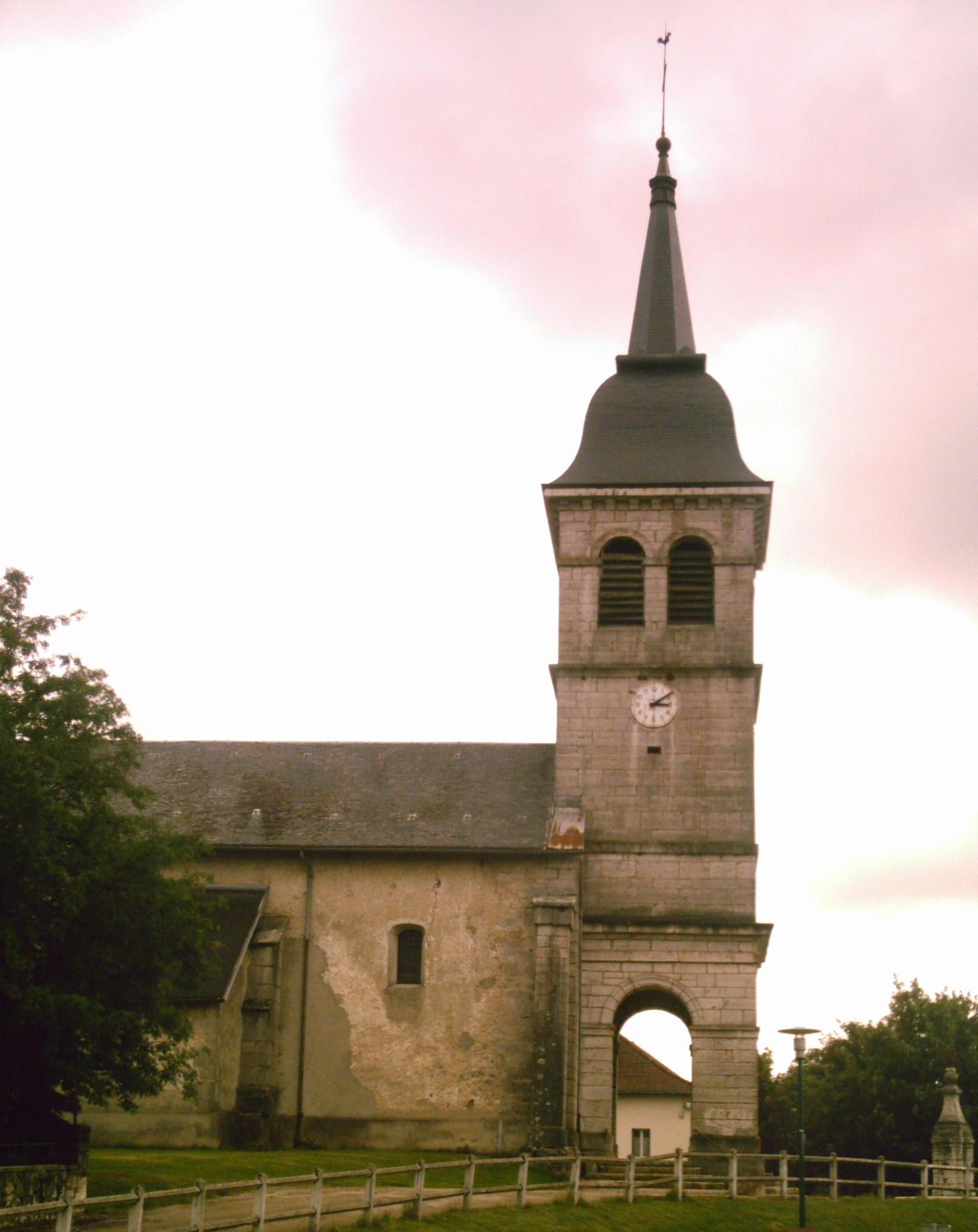

## Історія
До 2015 року муніципалітет перебував у складі регіону Рона-Альпи. Від 1 січня 2016 року належав до нового об'єднаного регіону Овернь-Рона-Альпи.
1 січня 2016 року Шамдор і Корсель було об'єднано в новий муніципалітет Шамдор-Корсель.

## Демографія
Динаміка населення (INSEE і Cassini ):
Розподіл населення за віком та статтю (2006):
| Стать | Всього | До 15 років | 15-24 | 25-44 | 45-64 | 65-85 | Понад 85 |
| --- | ------ | ----------- | ----- | ----- | ----- | ----- | -------- |
| Чоловіки | 236    | 64          | 28    | 64    | 48    | 28    | 4        |
| Жінки | 204    | 36          | 32    | 60    | 52    | 12    | 12       |
| \| Статево-вікова піраміда \| Статево-вікова піраміда \| Статево-вікова піраміда \| \| ----------------------- \| ----------------------- \| ----------------------- \| \| Чоловіки \| Вік \| Жінки \| \| 4 \| 85 + \| 12 \| \| 4 \| 80-84 \| 4 \| \| 8 \| 75-79 \| 0 \| \| 0 \| 70-74 \| 8 \| \| 16 \| 65-69 \| 0 \| \| 12 \| 60-64 \| 20 \| \| 12 \| 55-59 \| 8 \| \| 12 \| 50-54 \| 8 \| \| 12 \| 45-49 \| 16 \| \| 20 \| 40-44 \| 12 \| \| 28 \| 35-39 \| 12 \| \| 12 \| 30-34 \| 20 \| \| 4 \| 25-29 \| 16 \| \| 12 \| 20-24 \| 12 \| \| 16 \| 15-20 \| 20 \| \| 12 \| 10-14 \| 8 \| \| 28 \| 5-9 \| 4 \| \| 24 \| 0-4 \| 24 \| |        |             |       |       |       |       |          |
| Статево-вікова піраміда |        |             |       |       |       |       |          |
| Чоловіки | Вік    | Жінки       |       |       |       |       |          |
| 4 | 85 +   | 12          |       |       |       |       |          |
| 4 | 80-84  | 4           |       |       |       |       |          |
| 8 | 75-79  | 0           |       |       |       |       |          |
| 0 | 70-74  | 8           |       |       |       |       |          |
| 16 | 65-69  | 0           |       |       |       |       |          |
| 12 | 60-64  | 20          |       |       |       |       |          |
| 12 | 55-59  | 8           |       |       |       |       |          |
| 12 | 50-54  | 8           |       |       |       |       |          |
| 12 | 45-49  | 16          |       |       |       |       |          |
| 20 | 40-44  | 12          |       |       |       |       |          |
| 28 | 35-39  | 12          |       |       |       |       |          |
| 12 | 30-34  | 20          |       |       |       |       |          |
| 4 | 25-29  | 16          |       |       |       |       |          |
| 12 | 20-24  | 12          |       |       |       |       |          |
| 16 | 15-20  | 20          |       |       |       |       |          |
| 12 | 10-14  | 8           |       |       |       |       |          |
| 28 | 5-9    | 4           |       |       |       |       |          |
| 24 | 0-4    | 24          |       |       |       |       |          |

## Економіка
2010 року серед 302 осіб працездатного віку (15—64 років) 236 були активними, 66 — неактивними (показник активності 78,1%, у 1999 році було 74,6%). З 236 активних мешканців працювало 219 осіб (109 чоловіків та 110 жінок), безробітними було 17 (9 чоловіків та 8 жінок). Серед 66 неактивних 11 осіб було учнями чи студентами, 40 — пенсіонерами, 15 були неактивними з інших причин.

У 2010 році в муніципалітеті числилось 181 оподатковане домогосподарство, у яких проживали 458,0 особи, медіана доходів виносила 19 278 євро на одного особоспоживача